# Gerrit Jannink (hockeyer)
Gerrit Jan Arnold Jannink (Enschede, 1 december 1904 – Ross-on-Wye, 7 maart 1975) is een voormalig hockeyer uit Nederland, die de zilveren medaille won met de nationale ploeg bij de Olympische Spelen in Amsterdam.
Jannink was lid van achtereenvolgens de Enschedese hockey- en cricketclub PW en Amsterdam. Met die laatste club werd hij twee keer landskampioen. Jannink speelde 22 interlands en maakte daarin zeven doelpunten. Hij overleed op 70-jarige leeftijd in het Verenigd Koninkrijk.
Jan Ankerman · 
Jan Brand · 
Emile Duson · 
Gerrit Jannink · 
Adriaan Katte · 
August Kop · 
Paul van de Rovaart · 
Ab Tresling · 
Robert van der Veen · 
Hendrik Philip Visser 't Hooft · 
Rein de Waal · 
C. J. J. Hardebeck · 
T. F. Hubrecht · 
G. Leembruggen · 
H. J. L. Mangelaar Meertens · 
Otto Muller von Czernicki · 
W. J. van Citters · 
C. J. van der Hagen · 
Tonny van Lierop · 
J. J. van Tienhoven van den Bogaard · 
J. M. van Voorst van Beest · 
N. Wenholt · 
Coach: Jaap Quarles van Ufford